# Kim Ji-young: Born 1982
Kim Ji-young: Born 1982 (en hangul, 82년생 김지영; romanización revisada, 82 Nyeonsaeng Gim Jiyeong) es una película dramática surcoreana de 2019 protagonizada por Jung Yu-mi y Gong Yoo. Basada en la novela homónima de Cho Nam-joo, fue estrenada el 23 de octubre de 2019.

## Sinopsis
Kim Ji-young es una mujer surcoreana promedio, con un nombre común, casada, con una hija y desempleada a inicios de sus treinta años. Es entonces cuando comienza a actuar de manera extraña, aparentemente poseída por su madre y su abuela fallecida.
Ji-young tiene la vida normal de cualquier mujer surcoreana, con dificultades para conseguir entrevistas laborales, afrontando acoso en la escuela y el trabajo y bajos salarios, entre otros problemas comunes en uno de los países con mayor desigualdad de género.

## Elenco
- Jung Yu-mi como Kim Ji-young.[4]
  - Park Se-hyun como Ji-young adolescente.[5]
- Gong Yoo como Jung Dae-hyun.[4]
- Kim Mi-kyung como Mi-sook
- Gong Min-jeung como Kim Eun-young
- Park Sung-yeon como Kim Eun-sil
- Lee Bong-ryun como Hye-soo[6]
- Kim Gook-hee como la madre de Soo-bin
- Kim Sung-cheol como Kim Ji-seok
- Lee Eol como Young-soo
- Kim Mi-kyung como la madre de Dae-hyun
- Son Sung-chan como el padre de Dae-hyun
- Kang Ae-shim como la abuela de Ji-young.[7]
- Yoon Sa-bong como Soo-hyun
- Ye Soo-jung como la abuela de Ji-young
- Yeom Hye-ran como la mujer con bufanda en el pasado
- Woo Ji-hyun como Byung-shik.

## Producción

### Desarrollo
La película fue el primer largometraje de la actriz convertida en directora Kim Do-young. Mientras adaptaba la novela al cine, su mayor tarea fue "tejer la serie de episodios independientes en el material original en una historia con una narrativa central".
El 12 de septiembre de 2018, se confirmó que Jung Yu-mi interpretaría el papel principal de la película. El 17 de octubre, se confirmó a Gong Yoo en el personaje de esposo de Kim Ji-young, protagonizando por tercera vez junto a Jung Yu-mi después de Silenced (2011) y Train to Busan (2016). Después de estos anuncios, el elenco recibió comentarios de odio por parte de antifeministas (comentarios que ya se habían hecho cuando la novela se hizo popular en Corea del Sur), pero ambos actores dijeron que "no les importaban los haters tanto como muchos temían [ y] en cambio, su deseo de hacer justicia a la historia era su enfoque principal".

### Rodaje
La fotografía principal comenzó el 21 de enero de 2019 en Gwangmyeong. El rodaje se completó en abril.

## Lanzamiento
El 21 de septiembre de 2019, se lanzó un póster con el anuncio del lanzamiento en octubre. El 26 de septiembre se lanzó el tráiler oficial. El 12 de octubre se confirmó que la película se estrenaría el día 23.
Fue proyectada en el segundo Festival Internacional de Cine por la Paz de Pyeongchang, cuyo tema del año fue "mujer", en junio de 2020 en la sección Spectrum K.

## Impacto
Según un estudio realizado por la Biblioteca Nacional de Corea, Kim Ji-young, Born 1982 de Cho Nam-joo fue la novela más prestada en Corea del Sur en 2019 por segundo año consecutivo. El libro fue prestado principalmente por mujeres de 40 años y el número de préstamos aumentó en un 43% en octubre cuando se estrenó la película.

## Recepción

### Taquilla
En Corea del Sur, encabezó la taquilla durante la semana del 27 de octubre de 2019. Superó el millón de espectadores en cinco días, 2 millones en once días y 3 millones en dieciocho días. A partir de noviembre de 2020, alcanzó un total de 3.679.099 entradas con ingresos brutos de $ 27.168.574.

### Respuesta crítica
Según Pierce Conran del Korean Film Council, "las críticas de la película han sido sólidas, mientras que la audiencia mayoritariamente femenina (aproximadamente el 68%, según las calificaciones de los espectadores del portal Naver) también ha sido extremadamente positiva".

### Premios y nominaciones
| Año  | Premiación                                                | Categoría               | Nominado                     | Resultado | Ref.          |
| ---- | --------------------------------------------------------- | ----------------------- | ---------------------------- | --------- | ------------- |
| 2019 | 20 ° Festival de Mujeres en el Cine de Corea              | Mejor actriz            | Jung Yu-mi                   | Ganadora  | [ 24 ]        |
| 2019 | 16 ° Festival de Cine Asiático de Hong Kong               | Delicias Cineaste       | Kim Ji-young: Nacido en 1982 | Ganadora  | [ 22 ]        |
| 2020 | 56a edición de los premios Grand Bell                     | Mejor actriz            | Jung Yu-mi                   | Ganadora  | [ 25 ] [ 26 ] |
| 2020 | 56a edición de los premios Grand Bell                     | Mejor director novel    | Kim Do-young                 | Nominada  | [ 25 ] [ 26 ] |
| 2020 | 56a edición de los premios Grand Bell                     | Mejor planificación     | Mo Il-young                  | Nominada  | [ 25 ] [ 26 ] |
| 2020 | 25a edición de los premios Chunsa Film Art                | Mejor actriz            | Jung Yu-mi                   | Nominada  | [ 27 ] [ 28 ] |
| 2020 | 25a edición de los premios Chunsa Film Art                | Mejor actriz de reparto | Kim Mi-kyung                 | Ganadora  | [ 27 ] [ 28 ] |
| 2020 | 25a edición de los premios Chunsa Film Art                | Mejor director novel    | Kim Do-young                 | Ganadora  | [ 27 ] [ 28 ] |
| 2020 | 56th Baeksang Arts Awards                                 | Mejor película          | Kim Ji-young: Born 1982      | Nominada  | [ 29 ] [ 30 ] |
| 2020 | 56th Baeksang Arts Awards                                 | Mejor actriz            | Jung Yu-mi                   | Nominada  | [ 29 ] [ 30 ] |
| 2020 | 56th Baeksang Arts Awards                                 | Mejor actriz de soporte | Kim Mi-kyung                 | Nominada  | [ 29 ] [ 30 ] |
| 2020 | 56th Baeksang Arts Awards                                 | Mejor director novel    | Kim Do-young                 | Ganadora  | [ 29 ] [ 30 ] |
| 2020 | 29th premios de cine Buil                                 | Mejor director          | Kim Do-young                 | Nominada  | [ 31 ]        |
| 2020 | 29th premios de cine Buil                                 | Mejor actriz            | Jung Yu-mi                   | Ganadora  | [ 31 ]        |
| 2020 | 14th premios de cine asiático                             | Mejor actriz            | Jung Yu-mi                   | Nominada  | [ 32 ]        |
| 2020 | 40 ° Premios de la Asociación Coreana de Críticos de Cine | Mejor actriz            | Jung Yu-mi                   | Ganadora  | [ 33 ]        |
| 2020 | 40 ° Premios de la Asociación Coreana de Críticos de Cine | Mejor actriz de soporte | Kim Mi-kyung                 | Ganadora  | [ 33 ]        |
| 2021 | 41st Blue Dragon Film Awards                              | Mejor película          | Kim Ji-young: Born 1982      | Nominada  | [ 34 ]        |
| 2021 | 41st Blue Dragon Film Awards                              | Mejor actriz principal  | Jung Yu-mi                   | Nominada  | [ 34 ]        |
| 2021 | 41st Blue Dragon Film Awards                              | Premio Estrella Popular | Jung Yu-mi                   | Ganadora  | [ 34 ]        |
| 2021 | 41st Blue Dragon Film Awards                              | Mejor actriz de reparto | Kim Mi-kyung                 | Nominada  | [ 34 ]        |
| 2021 | 41st Blue Dragon Film Awards                              | Mejor director novel    | Kim Do-young                 | Nominada  | [ 34 ]        |
| 2021 | 41st Blue Dragon Film Awards                              | Mejor guion             | Yoo Young-ah                 | Nominada  | [ 34 ]        |
| 2021 | 41st Blue Dragon Film Awards                              | Mejor edición           | Shin Min-kyung               | Nominada  | [ 34 ]        |